# Medek Anna

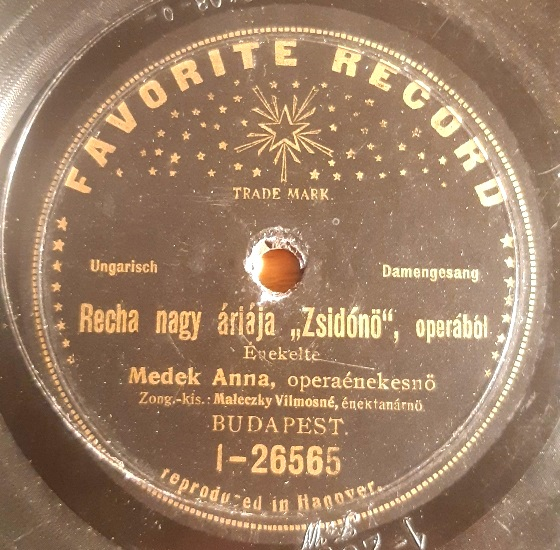
Medek Anna felvétele (Budapest 1906)

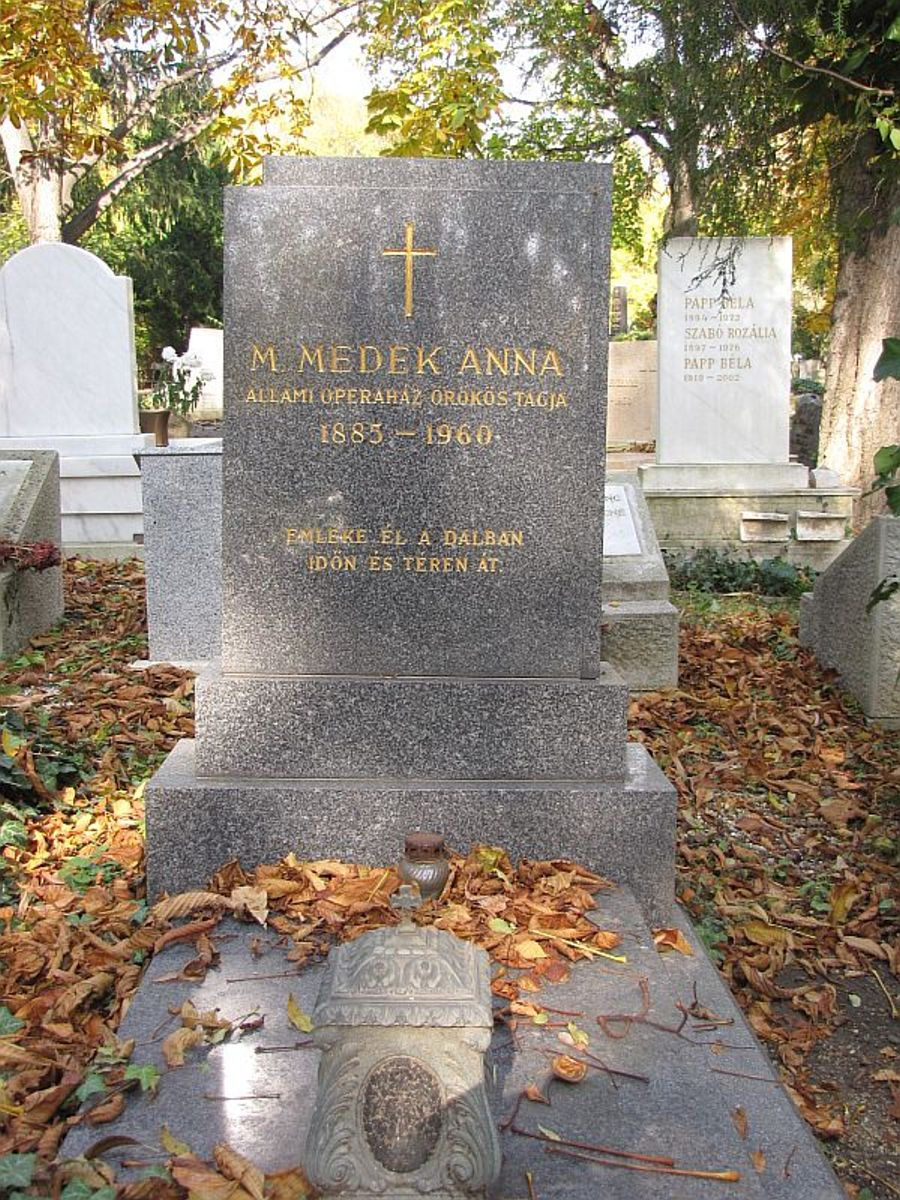
Sírja a Farkasréti temetőben (1/1-1-9)

M. Medek Anna, teljes nevén: Medek Anna Erzsébet Hildegard (Budapest, 1885. október 1. – Budapest, 1960. augusztus 24.) opera-énekesnő (szoprán).

## Élete
Ősei Morvaországból kerültek a magyar fővárosba. Édesapja Medek Vince pallér, édesanyja Nemecsek Mária. Szülei tizenkét gyermeke közül a tizenegyedik volt a sorban. Medek Anna már kisgyermek korától tanult zongorázni. A budapesti Zeneakadémián Maleczkyné Ellinger Jozefa növendéke volt. Tanulmányai közben Párizsban is részt vett Jeanne Lorraine óráin, szerepekre azután Maleczky Vilmos tanította.
1909. december 27-én Budapesten, a Terézvárosban házasságot kötött a nála 24 évvel idősebb Merkler Andor zenekritikus, hírlapíró, biztosítási tisztviselővel.
1908. január 11-én még vendégként debütált a budapesti Operaházban Elzaként Wagner Lohengrinjében. Ez év őszén szerződtették, október 18-án már a Nürnbergi mesterdalnokok Éváját énekelte. Két és fél évtizeden át volt a társulat egyik erőssége. 1916-ban a Tudományért és művészetért nevű aranyérdemrendet nyerte. 1917. szeptember 6-án Berlinben nagy sikerrel vendégszerepelt a Bolygó hollandiban Senta szerepében. Az ottani sajtó nagy dicsérettel írt hangjáról, muzikalitásáról és mélyen átérzett művészi alakításáról. Sikeresen vendégszerepelt külföldön még 1915. február 22-én Hamburgban, 1916. március 29-én Konstantinápolyban, azután Szófiában, és 1917. szeptember 17-én szintén Berlinben.
1923. április 21-én az Operaház örökös tagjává nevezték ki. 1924. február 18-án Zsuzsikát énekelte Poldini Ede Farsangi lakodalmának ősbemutatóján. Állandó résztvevője volt oratóriumkoncerteknek, és külföldön – főként német nyelvterületen – is többször vendégszerepelt. 1932-ben, mindössze 47 évesen volt kénytelen búcsút mondani a színpadnak, mert látását csaknem teljesen elvesztette. Később ifj. Csapody István megműtötte szemét, ami sokat javított állapotán.
A szerepléstől való kényszerű lemondás után a Nemzeti Zenede énektanára lett. Legismertebb tanítványai Hollós Ilona táncdalénekes és Tutsek Piroska mezzoszoprán operaénekes.
Medek Anna alapvetően a jugendlich-dramatisch szoprán kategóriába tartozott, ennek köszönhette, hogy talán legjobb alakítása Senta volt a Bolygó hollandiban, de sikeresen kirándult a drámai fachba is. Repertoárja gerincét Wagner- és Verdi-szerepek alkották.
Sírja a Farkasréti temetőben található [1/1-1-9].

## Szerepei
- Ifj. Ábrányi Emil: Paolo és Francesca – Francesca
- Erkel Ferenc: Brankovics György — Mara
- Gluck: Orfeusz és Eurüdiké – Eurüdiké
- Hubay Jenő: Anna Karenina – címszerep
- Mozart: Don Juan — Donna Elvira
- Mozart: Figaro házassága – Almaviva grófné
- Poldini Ede: Farsangi lakodalom – Zsuzsika
- Puccini: Bohémélet – Mimi
- Puccini: Pillangókisasszony – Cso-cso-szán
- Puccini: Tosca — címszerep
- Smetana: Dalibor — Jitka
- Richard Strauss: A rózsalovag — A tábornagyné
- Verdi: A trubadúr – Leonora
- Verdi: Aida – címszerep
- Verdi: Álarcosbál – Amelia
- Wagner. A bolygó hollandi – Senta
- Wagner: Tannhäuser... — Erzsébet
- Wagner: Lohengrin – Elza
- Wagner: A nürnbergi mesterdalnokok — Eva
- Wagner: A walkür — Sieglinde
- Weber: A bűvös vadász — Agathe

## Díjai, kitüntetései
- 1923 – az Operaház örökös tagja